# Roger Fisher (académico)
Roger D. Fisher (Winnetka, Estados Unidos, 28 de mayo de 1922-Hannover, Alemania, 25 de agosto de 2012) fue un académico 
estadounidense, profesor de Derecho en la Escuela de Derecho Harvard y director del Proyecto de Negociación de Harvard.

## Trayectoria
Fisher estaba especializado en negociación y manejo de conflictos. Fue coautor, con William Ury, del libro Getting to Yes, sobre la negociación "basada en intereses", así como de muchas otras publicaciones. Después de servir en la Segunda Guerra Mundial como piloto de reconocimiento meteorológico, Fisher trabajó en el Plan Marshall en París bajo Averell Harriman. Al terminar su licenciatura en derecho en Harvard, trabajó con el bufete de abogados de Washington D.C., Covington & Burling, argumentando varios casos ante la Corte Suprema de los Estados Unidos y asesorando en varias disputas internacionales. Regresó a la Escuela de Derecho de Harvard y fue profesor en 1958. Después de haber perdido a muchos de sus amigos en la guerra y de ver tantas disputas beligerantes desde primera fila, Fisher se sintió intrigado por el arte y la ciencia de manejar nuestras diferencias. Fisher y sus estudiantes del Harvard Negotiation Project (fundado en 1979) comenzaron a entrevistar a personas conocidas como hábiles negociadores para comprender qué los hacía efectivos. Comenzó su estudio del conflicto con la pregunta: "¿Qué consejo podría dar a ambas partes en una disputa que fuera útil y condujera a mejores resultados?" Este trabajo condujo al borrador, "Mediación internacional: una guía de trabajo" (abril de 1978) y, finalmente, al éxito de ventas internacional, Getting to YES .
A finales de los 1960s, Fisher concibió un programa televisivo, un tribunal-debate que mostraba el manejo de los problemas semanales de la política contemporánea. Los defensores se estrenó en octubre de 1969 en la cadena WGBH-televisión.
Durante los 1980s y 1990s, Fisher y sus colegas enseñaron cursos sobre negociación y administración de conflicto en Harvard, pero también trabajaban como asesores en conflictos y negociaciones reales de todos los tipos, en todo el mundo; incluyendo procesos de paz, crisis de rehenes, negociaciones diplomáticas, y negociaciones comerciales, legales y disputas. Fisher creía que mantener un pie en el mundo real para ayudar a las personas con disputas reales era fundamental para producir teorías y herramientas útiles. Esta tradición en el Harvard Negotiation Project produjo una comunidad de pensadores y profesionales que ahora se extiende por todo el mundo.
Fisher continuó enseñando y escribiendo durante sus sesenta, setenta y ochenta. Los libros ampliaron su pensamiento sobre cómo lidiar con los desafíos de las relaciones (Getting Together con Scott Brown), preparando de manera efectiva (Getting Ready to Negotiate con Danny Ertel), herramientas para lidiar con actores y partes desafiantes (Beyond Machiavelli con Elizabeth Kopelman y Andrea Kupfer Schneider), galvanizar a un grupo para que resuelva problemas de manera efectiva (Getting It Done: How to Lead when you're not in a Charge con Alan Sharp y John Richardson), y el papel de las emociones en las relaciones laborales (Beyond Reason con Daniel Shapiro). Además, los compañeros del Harvard Negotiation Project expandieron la tradición que fundó y dirigió Fisher. William Ury publicó Getting to Peace (1999), Getting Past No (1993), The Third Side: Why We Fight y How We Can Stop (2000) y The Power of a Positive No (2007). Douglas Stone, Bruce Patton y Sheila Heen produjeron Conversaciones difíciles: cómo hablar sobre lo que más importa (1999).
El trabajo de Fisher de 2005, Beyond Reason: Using Emotions as You Negotiate
(con el coautor Daniel Shapiro, un psicólogo de Harvard) identifica cinco "preocupaciones centrales" por las que todos se preocupan: autonomía, afiliación, aprecio, estatus y rol. El libro muestra cómo utilizar las preocupaciones centrales para estimular emociones útiles en negociaciones que van desde las personales hasta las internacionales. En Beyond Reason, Fisher documenta muchas de sus experiencias de primera mano negociando en todo el mundo, desde su participación en la negociación de la crisis de los rehenes en Irán hasta su papel de asesor para ayudar a Jamil Mahuad, presidente de Ecuador (1998-2000), a resolver un problema de larga duración por una disputa fronteriza internacional.
Fisher recibió su licenciatura de Harvard en 1943 y su título de abogado de la Facultad de Derecho de Harvard en 1948. Enseñó en Harvard de 1958 a 1992.
En 1984, Fisher fundó Conflict Management Group (CMG) en Cambridge (Massachusetts). CMG estaba especializado en facilitar negociaciones en conflictos a nivel mundial. CMG se fusionó con el grupo humanitario Mercy Corps en 2004. Fue miembro del Council on Foreign Relations y del International Editorial Board de Cambridge Review of International Affairs .

## Trabajo internacional
A lo largo de su carrera, Fisher realizó importantes esfuerzos para buscar la paz en Oriente Medio. Entre estos esfuerzos se incluye su participación en el viaje de Sadat a Jerusalén y la cumbre de Camp David que condujo a un tratado de paz entre Israel y Egipto. En este último caso, ayudó a diseñar un proceso, llamado texto único, donde un facilitador iba y venía entre las partes, perfilando el documento propuesto hasta que podía satisfacer los intereses de las partes de manera más efectiva, momento en el que las partes aprueban el documento o aceptan empezar desde cero de nuevo. El presidente Carter y el secretario de Estado Vance crearon 23 borradores en 13 días antes de que tuvieran una propuesta a la que ambas partes pudieran aceptar.
Asesoró a los gobiernos de Irán y de Estados Unidos en las negociaciones para la liberación de los rehenes estadounidenses en 1981, donde su trabajo ayudó a conducir al avance que permitió la resolución.
En la década de 1980, Fisher trabajó para conseguir la paz en El Salvador. Más adelante, ayudó a resolver la guerra de entre Ecuador y Perú. Jamil Mahuad, el presidente de Ecuador y exalumno de Fisher pidió el consejo de Fisher poco después de tomar el poder, en 1998, Fisher, preocupado de que la línea dura nacional pudiera hacer que cualquiera de los dos presidentes usara las negociaciones para adoptar una postura, aconsejó al presidente Mahuad que evitara la típica fotografía de los dos presidentes dándose la mano y, en cambio, obtuviera una foto de los dos líderes sentados uno al lado del otro trabajando en un documento común. Esta foto (la copia se puede ver aquí  ) ayudó a señalar al público en cada país que los presidentes no adoptarían un enfoque de confrontación en la negociación y ayudó a reducir la retórica en ambas partes. En Sudáfrica, Fisher trabajó en las negociaciones y el proceso constitucional que condujeron al fin del apartheid en Sudáfrica. Desde la década de 1980 hasta mediados de la década de 1990, Fisher y sus colegas en el "grupo de Manejo de Conflictos", bajo la dirección del entonces arzobispo Desmond Tutu y el obispo Joseph Seoka, el Congreso Nacional Africano, el Partido Nacional, la Iglesia Reformada Holandesa, AZAPO y Inkatha Freedom, enseñó el proceso de negociación basado en intereses a los líderes de todas las facciones, también les asesoró a ellos y a sus negociadores. Los principales negociadores constitucionales, Cyril Ramaphosa y Roelf Meyer declararon más tarde en una entrevista que el proceso de negociación cooperativa basada en intereses enseñado por Fisher y su equipo fue el enfoque que ellos, sus directores y electores utilizaron para elaborar la nueva constitución y construir la democracia en el proceso de elecciones.

## Prevenir la guerra nuclear
Fisher fue conocido por defender la disuasión nuclear. En un artículo de marzo de 1981 en el Bulletin of the Atomic Scientists, mientras discutía la importancia de llegar a una "decisión sabia", especialmente en términos de armas nucleares, sugirió implantar los códigos de lanzamiento nuclear en un voluntario. Si el Presidente de los Estados Unidos quisiera activar las armas nucleares, tendría que matar al voluntario para recuperar los códigos.